# Costa-Rica-Colón
Der Colón oder Costa-Rica-Colón (früher auch Kostarika-Colón; Plural Colones) ist die Währung Costa Ricas.
Der Colón wurde 1897 eingeführt und löste den Peso ab. Er war zuerst in 100 Céntimos unterteilt, von 1917 bis 1919 in 100 Centavos, und danach wieder in Céntimos.
Das Währungssymbol ist ₡ (Unicode: U+20A1 colon sign).
Er wurde benannt nach Christoph Kolumbus, dessen Name im Spanischen Cristóbal Colón lautet.
Der Colón ist in folgenden Stückelungen im Umlauf (Stand: 2023):
- Banknoten zu 20.000, 10.000, 5.000, 2.000 und 1.000 Colones,
- Münzen zu 500, 100, 50, 25, 10 und 5 Colones.

Der Geldschein im Wert von 50.000 Colones wurde seit 2018 nicht mehr herausgegeben und am 1. Februar 2022 aus dem Umlauf gezogen.